# The Domestics
The Domestics è un film del 2018 diretto da Mike P. Nelson e interpretato da Kate Bosworth, Tyler Hoechlin e Lance Reddick.

## Trama
Mesi dopo che il governo americano ha lanciato un attacco di armi chimiche contro la propria gente, la popolazione rimanente si è divisa in due gruppi: bande a tema e sopravvissuti non ostili chiamati "Domestici" che cercano di sopravvivere nelle terre desolate senza legge. Due Domestici, la coppia sposata Mark e Nina, cercano di fare un viaggio verso un possibile rifugio sicuro a Milwaukee. Durante il viaggio i due si imbattono in molti pericoli, tra cui distinte gang criminali, psicopatici e sadici cannibali.

## Distribuzione
Il film è stato distribuito nelle sale cinematografiche statunitensi il 28 giugno 2018, mentre in quelle italiane il 4 ottobre dello stesso anno.